# Кондратьєв Сергій Миколайович
Сергій Миколайович Кондратьєв (16 вересня 1916, Хованово — 11 січня 2010, Київ) — Герой Радянського Союзу, в роки радянсько-німецької війни радист мотострілецького батальйону 178-ї танкової бригади 10-го танкового корпусу 40-ї армії Воронезького фронту, рядовий.

## Біографія
Народився 9 вересня 1916 року в селі Хованово Псковського району Псковської області в родині робітника. Росіянин. Закінчив чотири класи початкової школи. Працював у риболовецькому колгоспі, а потім робочим-будівельником на залізничній станції Бологоє.
У вересні 1942 року призваний до лав Червоної Армії і відправлений на фронт. Відзначився в боях на Дніпрі. 23 — 24 вересня 1943 року під вогнем ворога перевозив бійців на правий берег у районі села Монастирок (нині в межі міста Ржищів) Кагарлицького району Київської області, а потім, незважаючи на поранення, доставив на плацдарм і боєприпаси.

Могила Сергія Кондратьєва

Указом Президії Верховної Ради СРСР від 10 січня 1944 року за мужність і героїзм, проявлені при форсуванні Дніпра і утриманні плацдарму на його правому березі рядовому Сергію Миколайовичу Кондратьєву присвоєно звання Героя Радянського Союзу з врученням ордена Леніна і медалі «Золота Зірка» (№ 2369).
У 1945 році старший сержант С. М. Кондратьєв демобілізувався. Жив у Києві. Працював начальником деревообробного цеху, начальником поїзда, у воєнізованій пожежній команді Київського рейду Главрічфлоту УРСР. Помер 11 січня 2010 року. Похований на Міському кладовищі «Берківці».
Нагороджений орденами Леніна, Вітчизняної війни 1-го ступеня, медалями.